# Zoulameyong
Ne doit pas être confondu avec Zoulameyong (Gabon).
Zoulameyong est un village du Cameroun situé dans le département du Dja-et-Lobo et la région du Sud, non loin du Gabon et de la République du Congo, sur la route qui relie Mintom II à Bie, près de la rivière Dja. Il fait partie de la commune de Mintom.

## Population
En 1963, Zoulameyong comptait 64 habitants, pour la plupart des Fang. Lors du recensement de 2005, 86 personnes y ont été dénombrées.